# クリストファー・サットン
クリストファー・サットン（Christopher Sutton、1984年9月10日 - ）は、オーストラリア、ニューサウスウェールズ州・キャリングバー出身の男子自転車競技（ロードレース）選手。

## 来歴
2004年
- オーストラリア選手権 ポイントレース 優勝

2005年、コフィディスと契約。
- オーストラリア選手権
  - U23個人ロードレース 優勝
  - マディソン 優勝（+ クリス・パスコー）

2006年
- ショレ＝ペイ・ド・ロワール 優勝

2007年
- シャトールー・クラシク・ド・ランドル 優勝

2008年、ガーミン・スリップストリームに移籍。
- デルタ・ツアー・ゼーラント 初代総合優勝者

2010年、チーム・スカイに移籍。
- ジェイコ・ベイ・サイクリング・クラシック 総合優勝
- ツアー・ダウンアンダー 区間1勝(第6)

2011年
- クールネ〜ブリュッセル〜クールネ 優勝
- ブエルタ・ア・エスパーニャ 区間1勝(第2)
- ツール・ド・ワロニー＝ピカルド 区間1勝(第2)